# Plaza Egaña (estación)
Plaza Egaña es una estación ferroviaria que forma parte de la red del Metro de Santiago de Chile. La estación tiene la particularidad de estar construida en curva, siendo junto a estación Grecia las únicas de este tipo. Se encuentra subterránea, entre las estaciones Simón Bolívar y Los Orientales de la línea 4; tiene transbordo con la línea 3, donde queda entre las estaciones Villa Frei y Fernando Castillo Velasco. Se encuentra en el entorno de la Plaza Egaña en los límites de las comunas de Ñuñoa y La Reina.
La estación correspondiente a la Línea 3 es la que posee la mayor superficie de dicha línea, con 15 960 m².

## Características y entorno

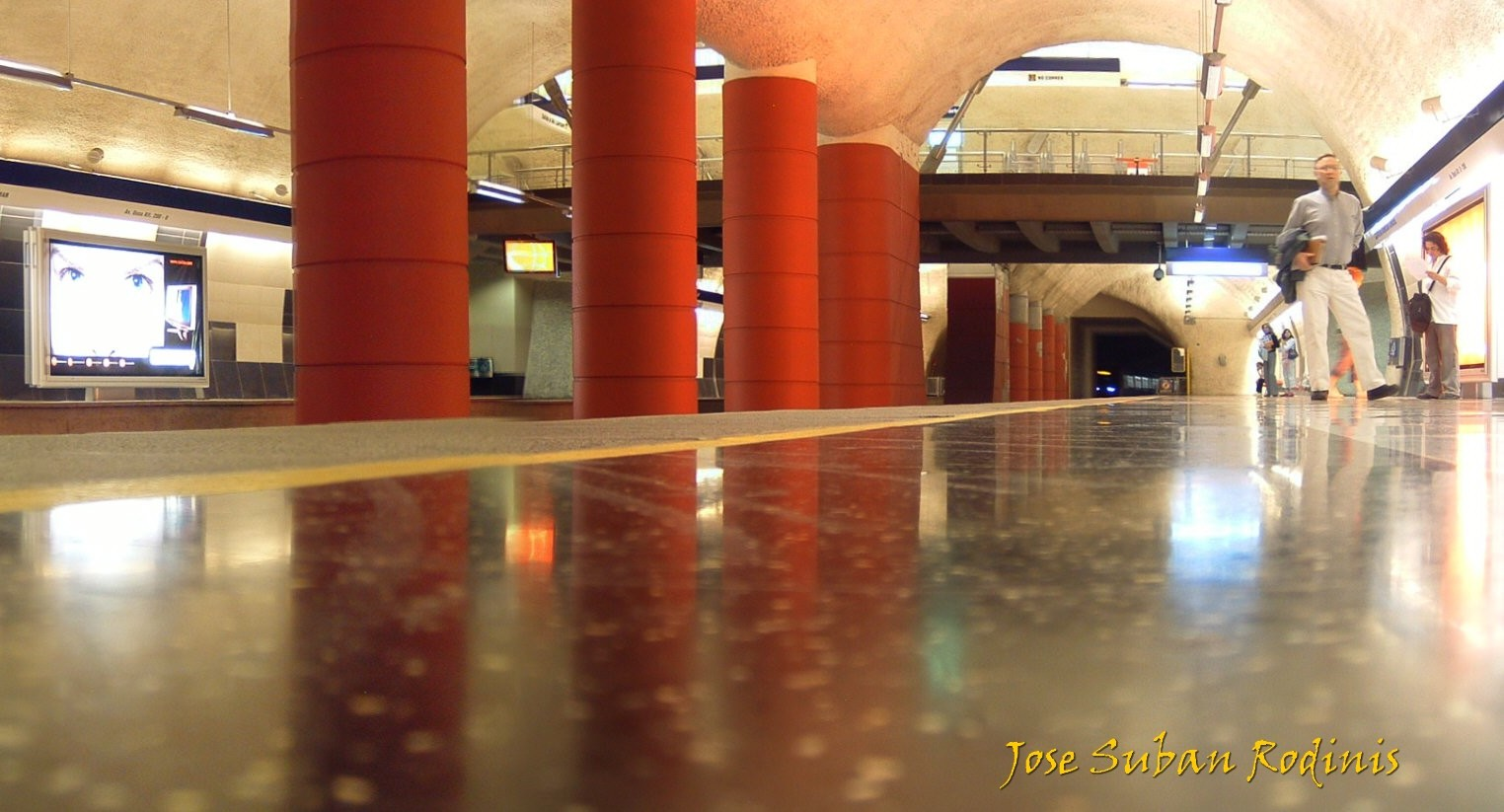
Andenes correspondientes a la estación de la Línea 4.

Presenta un alto flujo de pasajeros, debido al altísimo nivel comercial de su entorno, sobre todo en el aspecto bancario. En su entorno se encuentra la Plaza Egaña, emplazada en uno de los principales accesos a las comunas de Ñuñoa y La Reina. En ese lugar confluyen cuatro importantes calles de la ciudad: Avenida Américo Vespucio, Avenida Irarrázaval, Avenida Larraín y Avenida Ossa. Los transeúntes que día a día circulan por la zona, se encuentran con una fuente con juegos de agua que refresca el paisaje, además del centro comercial Mall Plaza Egaña, el primer mall sustentable de Chile con una superficie arrendable de 80 000 metros cuadrados y locales destacados como el Club de Jazz de Santiago, uno de los clubes más antiguos de Latinoamérica, al costado del mencionado mall. La estación posee una afluencia diaria promedio de 52 463 pasajeros.
Esta estación tiene combinación con la línea 3, la cual pasa por el eje Irarrázaval-Alcalde Fernando Castillo Velasco. La combinación fue inaugurada junto con el resto de la línea el 22 de enero de 2019.
Hacia 1950, en esa zona solo existían casa-quintas habitadas por no más de ocho familias, entre las que se encontraba la del antipoeta Nicanor Parra.

### Accesos
| Acceso | Intersección                             |
| ------ | ---------------------------------------- |
| A      | Plaza Egaña                              |
| B      | Av. Larraín con Av. Ossa                 |
| C      | Av. Irarrázaval con Av. Américo Vespucio |
|        | Plaza Egaña                              |

## Origen etimológico
Su nombre se debe a que se encuentra debajo de la plaza homónima, en homenaje a Mariano Egaña. El pictograma hace referencia a dos araucarias brasileñas que se encuentran en la intersección de las avenidas Irarrázaval con Ossa.
La estación tuvo el nombre preliminar de «Irarrázaval», el cual sin embargo coincidía con la estación ya existente en la Línea 5.

## MetroArte
El 5 de octubre de 2022 fue presentado el proyecto Levi's INMORTAL, con la colaboración del artista inglés Ian Berry. Esta intervención consta de dos retratos de Anita Tijoux y Roberto Márquez realizados con restos reciclados de mezclilla. Como su título lo indica, fue patrocinado por la marca de ropa Levi's y en un principio habían sido exhibidos en el festival Lollapalooza Chile 2022, del cual la empresa es colaboradora.

## Galería

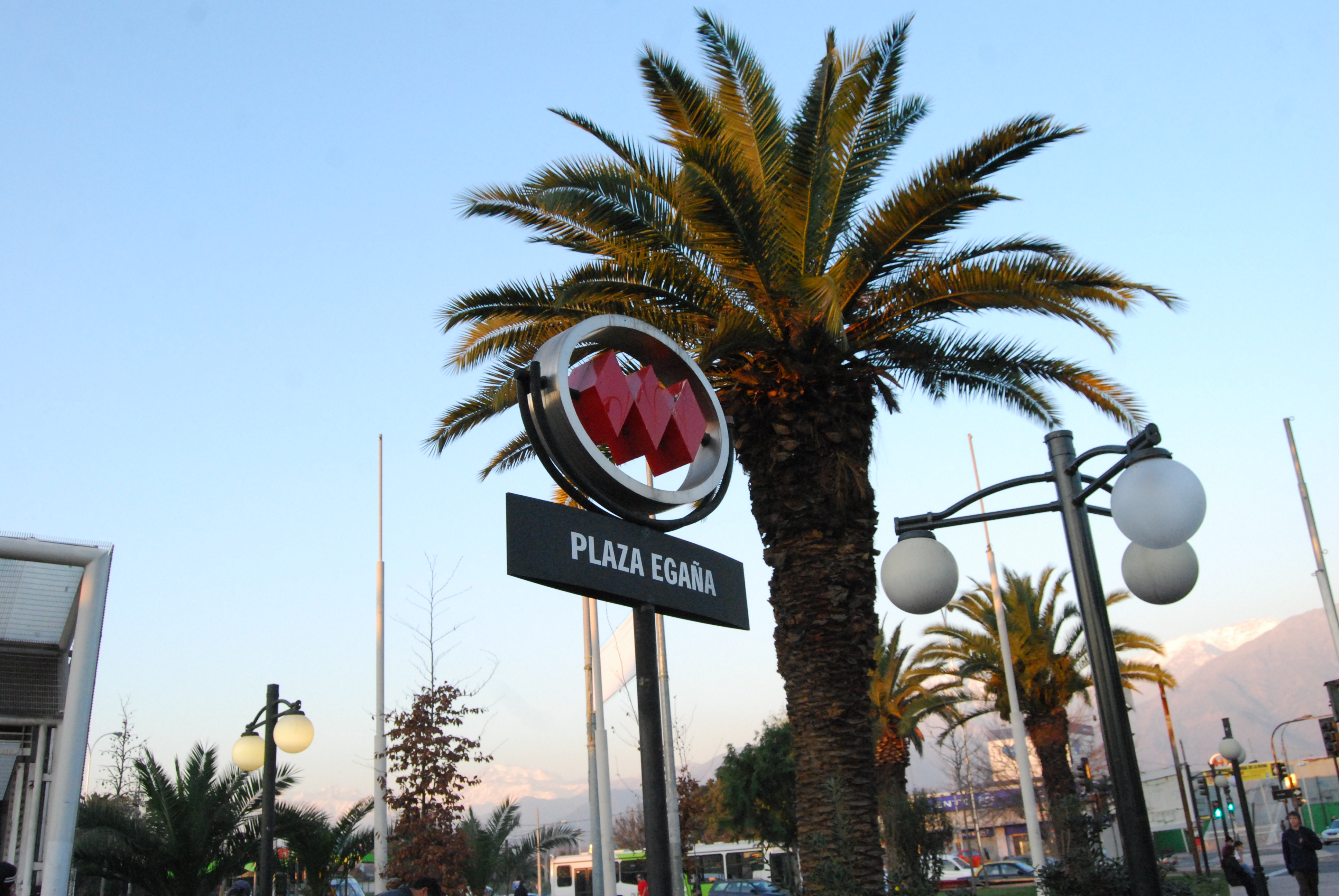
Señal ubicada en un acceso a la estación.
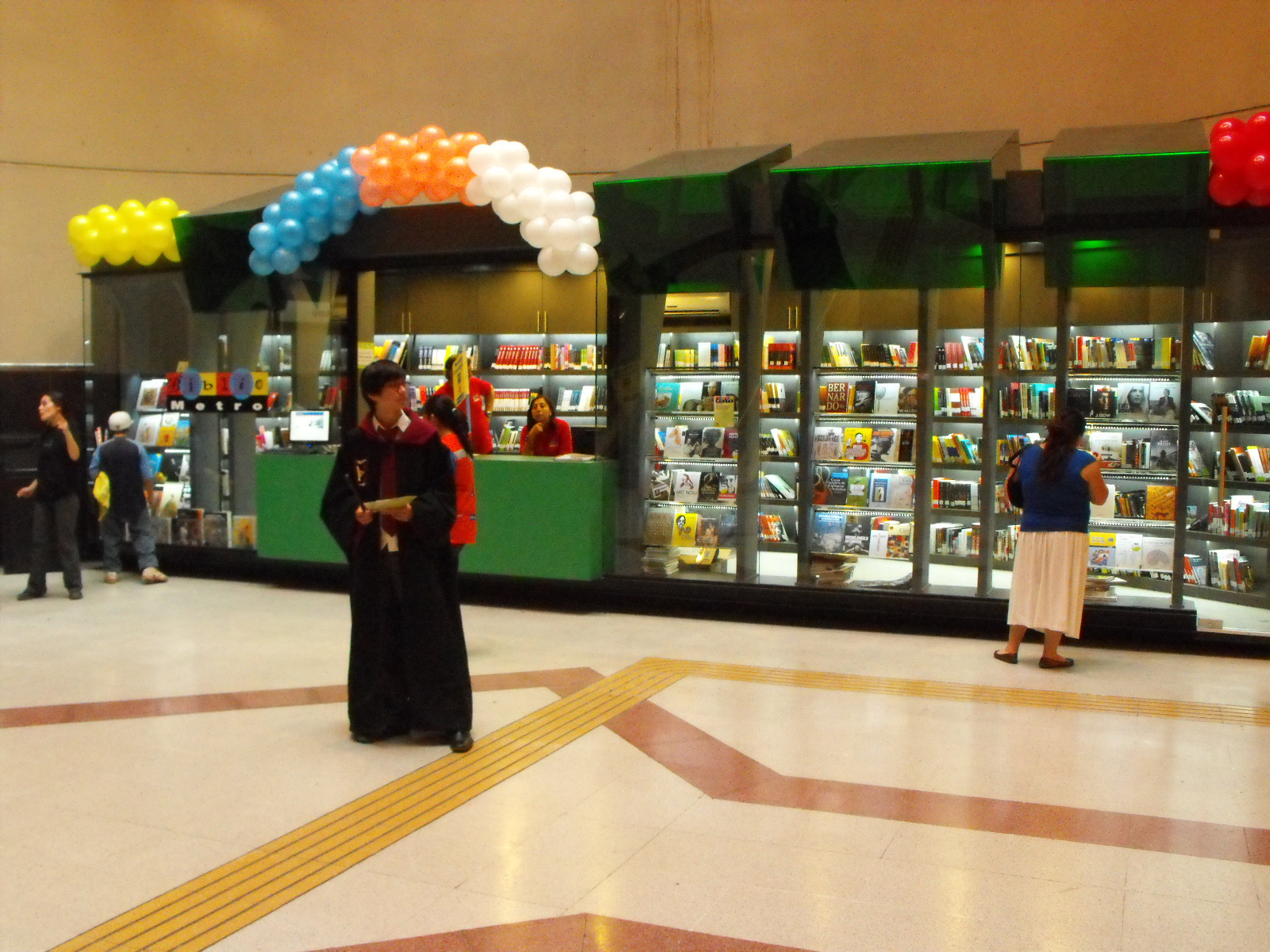
Bibliometro ubicado en la estación.
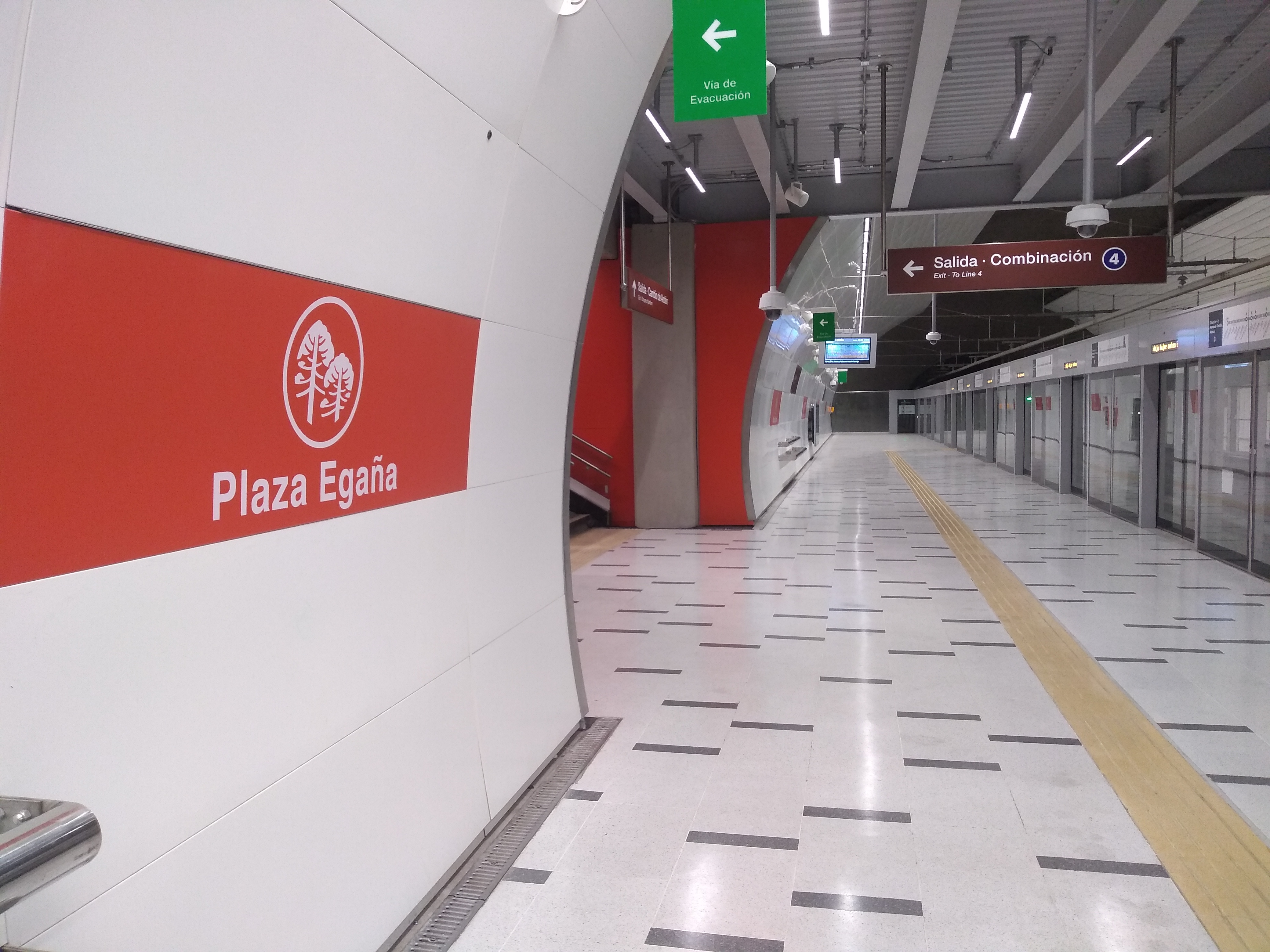
Vista de un andén correspondiente a la estación de la Línea 3.
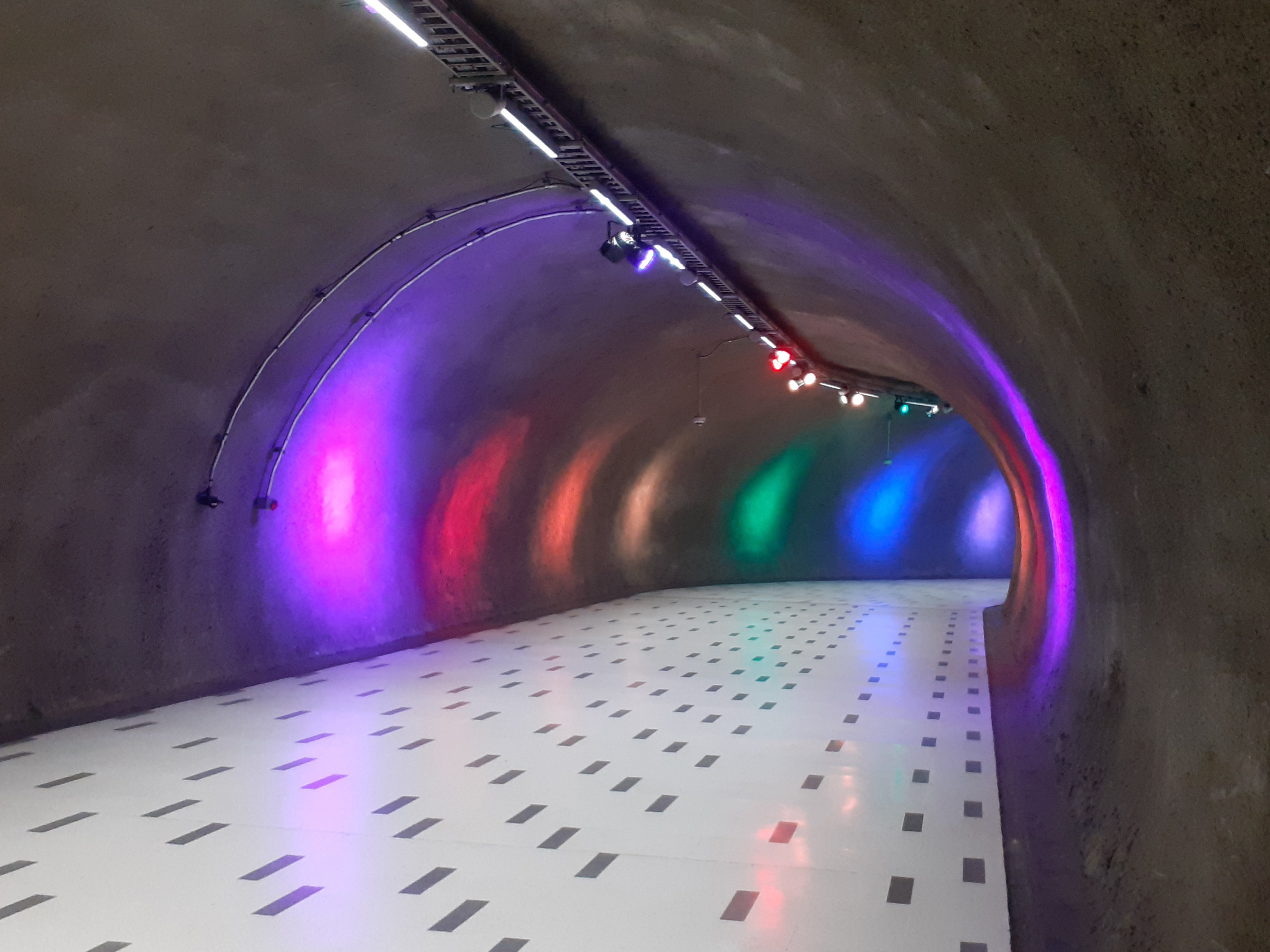
Túnel de combinación, iluminado con los colores de la bandera arcoíris como parte de la celebración del Día del Orgullo LGBT en junio de 2021.
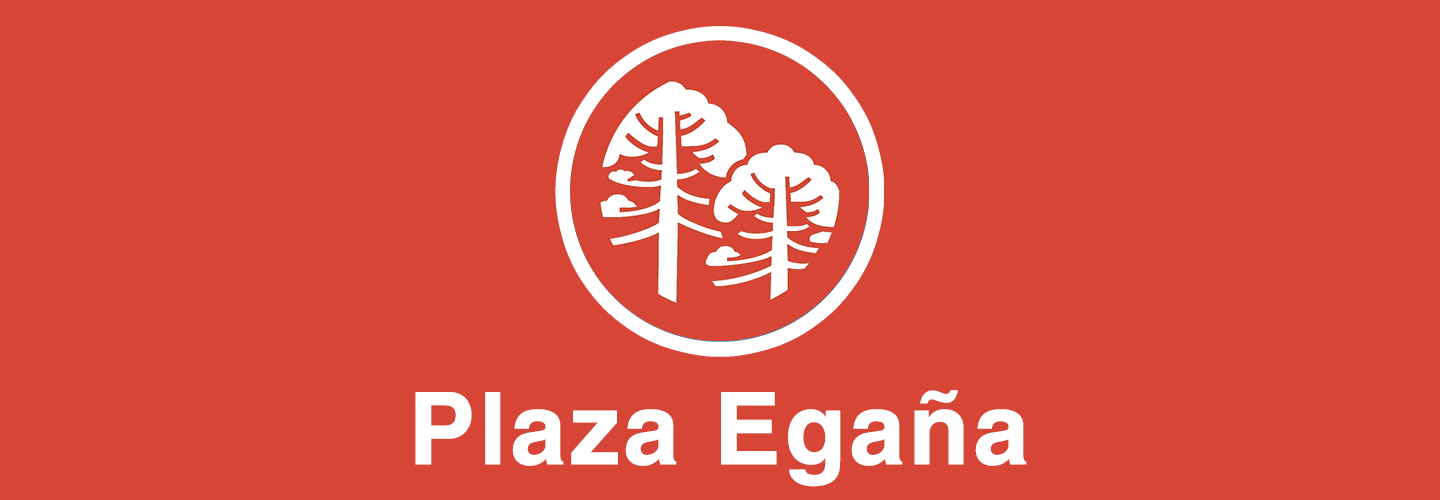
Cenefa utilizada actualmente en los andenes de la Línea 3.
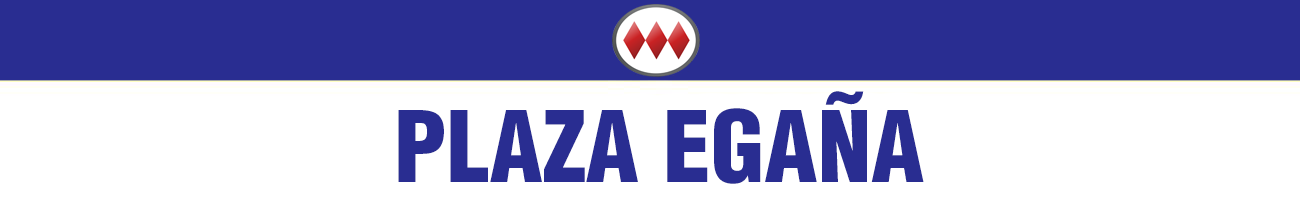
Cenefa utilizada actualmente en los andenes de la Línea 4.

## Conexión con Red Metropolitana de Movilidad
La estación posee 6 paraderos de la Red Metropolitana de Movilidad en sus alrededores (sin la existencia del paradero 2), los cuales corresponden a:
| Paradero/ Código                      | Recorridos |
| ------------------------------------- | --- |
| Parada 1 / Metro Plaza Egaña (PD178)  | 216 (Vitacura) - 219e (Ciudad Empresarial) - 286 (Mall Alto Las Condes) - 712 (La Pirámide) - D01 (Antupirén) - D02 (Álvaro Casanova) - D03c (Las Parcelas) - D15 (La Reina Alta) |
| Parada 3 / Metro Plaza Egaña (PD410)  | 227 (La Reina) - 403 (La Reina) - 422 (La Reina) - 505 (Peñalolén) - 513 (José Arrieta) - D03 (Las Parcelas) - D09 (Av. Grecia Oriente) - D15 (Diagonal Las Torres)               |
| Parada 4 / Metro Plaza Egaña (PD518)  | 505 (Cerro Navia) - 513 (El Montijo) |
| Parada 5 / Metro Plaza Egaña (PD451)  | 227 (Portal Oeste) - 403 (Metro Santa Ana) - 422 (Población Teniente Merino) - D03 (Metro Toesca) - D09 (Metro Manuel Montt)                                                      |
| Parada 6 / Metro Plaza Egaña (PD187)  | 216 (Pablo de Rokha) - 219e (Metro La Cisterna) - 286 (La Pintana) - 712 (Puente Alto) - D02 (Metro Irarrázaval) - D09 (Av. Grecia Oriente) - D15 (Diagonal Las Torres)           |
| Parada 7 / Metro Plaza Egaña (PD1360) | D03 (Las Parcelas) - D09 (Av. Grecia Oriente) |

(*) Utiliza esta parada solo entre 7:30 y 10:00 h.